# Ristananna Tracey
Ristananna Tracey (* 9. Mai 1992 in Kingston) ist eine jamaikanische Hürdenläuferin, die sich auf die 400-Meter-Distanz spezialisiert hat und wegen ihrer Sprintstärke auch in der 4-mal-400-Meter-Staffel eingesetzt wird. Zu Beginn ihrer Karriere war sie vor allem im 800-Meter-Lauf am Start.

## Sportliche Laufbahn
Erste internationale Erfahrungen sammelte Ristananna Tracey bei den CARIFTA-Games 2008 in Basseterre, bei denen sie in 2:13,77 min die Silbermedaille im 800-Meter-Lauf gewann, wie auch bei den Spielen im Jahr darauf in Vieux Fort in 2:10,08 min. Anschließend nahm sie an den Jugendweltmeisterschaften in Brixen teil und kam dort in 62,90 s im 400-Meter-Hürdenlauf auf den achten Platz. Zudem wurde sie mit der Sprintstaffel (1000 Meter) in 2:09,79 min Fünfte. 2010 siegte sie in 58,58 s im Hürdenlauf, wie auch mit der jamaikanischen 4-mal-400-Meter-Staffel bei den CARIFTA-Games in George Town. Bei den Zentralamerika- und Karibik-Juniorenmeisterschaften (CAC) in Santo Domingo siegte sie ebenfalls in beiden Disziplinen. Anschließend wurde sie bei den Juniorenweltmeisterschaften in Moncton in 57,77 s Fünfte. Im Jahr darauf qualifizierte sie sich erstmals für die Weltmeisterschaften in Daegu, bei denen sie mit 55,55 s im Halbfinale ausschied, wie auch bei den Weltmeisterschaften in Moskau zwei Jahre darauf mit 55,43 s.
2015 erfolgte die Teilnahme an den Panamerikanischen Spielen in Toronto, bei denen sie mit 58,62 s in der ersten Runde ausschied. Auch bei den anschließenden Weltmeisterschaften in Peking gelangte sie mit 57,60 s nicht bis in das Halbfinale. Im Jahr darauf nahm sie an den Olympischen Spielen in Rio de Janeiro teil und wurde dort in 54,15 s im Finale Fünfte. Bei den IAAF World Relays 2017 auf den Bahamas kam sie mit der gemischten 4-mal-400-Meter-Staffel in 3:20,26 min auf den dritten Platz. Im August gewann sie bei den Weltmeisterschaften in London mit 53,74 s im Finale die Bronzemedaille hinter den beiden US-Amerikanerinnen Kori Carter und Dalilah Muhammad. Im Jahr darauf wurde sie bei den Commonwealth Games im australischen Gold Coast in 57,50 s Achte.
2013 und 2016 wurde Tracey Jamaikanische Meisterin im 400-Meter-Hürdenlauf.

## Persönliche Bestzeiten
- 800 Meter: 2:03,97 min, 16. April 2011 in Kingston
- 400 m Hürden: 53,74 s, 10. August 2017 in London